# جو تورنر (مغني)
جو تورنر (بالإنجليزية: Joe Turner)‏ هو عازف بيانو ومغني أمريكي، ولد في 3 نوفمبر 1907 في بالتيمور في الولايات المتحدة، وتوفي في 21 يوليو 1990 في باريس في فرنسا.

## وصلات خارجية
- جو تورنر على موقع IMDb (الإنجليزية)
- جو تورنر على موقع ميوزك برينز (الإنجليزية)
- جو تورنر على موقع أول ميوزيك (الإنجليزية)
- جو تورنر على موقع ديسكوغز (الإنجليزية)